# Arichanna nigricaria
Arichanna nigricaria är en fjärilsart som beskrevs av Stöckl 1861. Arichanna nigricaria ingår i släktet Arichanna och familjen mätare. Inga underarter finns listade i Catalogue of Life.